# Bela B.
Bela B. Felsenheimer, de son vrai nom Dirk Felsenheimer, né le 14 décembre 1962 à Berlin-Spandau, est un batteur, auteur-compositeur, chanteur, guitariste et acteur allemand. Il est principalement connu comme étant l'un des membres fondateurs du groupe de punk rock die Ärzte. Il a sorti son premier album solo, Bingo, en 2006.
Bela B a la particularité sur scène de jouer debout et de se déplacer beaucoup et librement entre les morceaux.
Bela B chante approximativement le même nombre de chansons que Farin Urlaub  depuis la création de Die Arzte, autant sur les albums que sur scène.

## Discographie (horsÄrzte)

### Albums
- 2006 : Bingo
- 2009 : Code B
- 2014 : Bye (Bela B & Smokestack Lightnin')
- 2017 : Bastard (Bela B feat. Peta Devlin & Smokestack Lightnin')

### Contributions
- 2006 : Album Cake or Death de Lee Hazlewood.

Bela B. chante et joue la partie de batterie sur la chanson The First Song Of The Day.

## Filmographie (partielle)
- 1987 : Richy Guitar - Igor
- 1990 : Le Roi des morts (épisode Samedi) - chanteur
- 1996 : Goblet of Gore - narrateur
- 2002 : Alerte Cobra, Saison 14 épisode 1: Tschern, et 2003 Saison 16 épisode 1 : même rôle
- 2003 : Honey Baby - Martin, agent de Tom
- 2007 : Inglourious Basterds
- 2011 : Bridges - Mennis, MP